# Димо, Николай Александрович
Никола́й Алекса́ндрович Димо́ (18 [30] ноября 1873, Оргеев, Бессарабская губерния — 15 марта 1959 года, Кишинёв) — русский и молдавский советский почвовед, один из основателей Среднеазиатского университета в Ташкенте.

## Биография

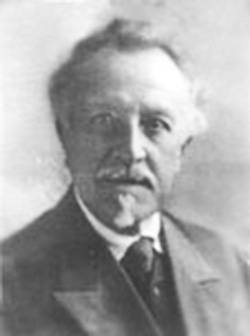
Н. А. Димо

Среднее образование получил в Кишинёвском реальном училище (вып. 1894).
Учился в Новоалександрийском институте сельского хозяйства и лесоводства — ученик Н. М. Сибирцева. Участвовал в «комплексных естественно-исторических исследованиях» в под руководством В. В. Докучаева. В 1898 году, незадолго до окончания института, был арестован за участие в революционных кружках и студенческих сходках и выслан под надзор полиции в Саратов. Через четыре года, в 1902 году, ему было разрешено сдать выпускные экзамены, в результате чего он получил диплом агронома 1-го разряда.
До 1912 года он проводил геологические и почвенные исследования в Саратовской и Черниговской и Пензенской губерниях.
В 1917—1920 годах был профессором кафедры почвоведения в Московском межевом институте; читал курсы почвоведения и бонитировки почв. В это время также принимал деятельное участие в организации Туркестанского университета, возглавил его московское правление.
С 1920 года, после переезда университета в Среднюю Азию, работал в Ташкенте — в течение 11 лет (до декабря 1930 года) был профессором и деканом агрономического факультета Среднеазиатского университета и, одновременно, руководил созданным им Институтом почвоведения и геоботаники. В 1929 году участвовал в разработке 5-летнего плана почвенного и геоботанического исследования Таджикистана. Член ЦИК Узбекской ССР (1925—1930).
Был арестован органами ОГПУ в декабре 1930 году по «делу Туркестанской ирригации». Под следствием находился до июля 1931 года и Коллегией ОГПУ был осуждён к расстрелу, заменённому 10 годами принудительных работ. Освобождён в феврале 1932 года и до 1945 работал заведующим сектором освоения территорий и борьбы с засолением почв в Закавказском научно-исследовательском институте водного хозяйства в Тбилиси.
С 1939 года — доктор геолого-минералогических наук (без защиты диссертации).
С 1945 года находился в Молдавии — заведовал кафедрами почвоведения в Кишинёвском университете и в Сельскохозяйственном институте; также, в 1957—1959 годах, был директором Института почвоведения Молдавского филиала АН СССР.
С 1948 года — академик ВАСХНИЛ.
Депутат и член Президиума Верховного Совета Молдавской ССР 2-4-го созывов.

## Членство в организациях
- с 1949 — член КПСС.

## Награды и звания
- орден Ленина
- другими орденами и медалями СССР

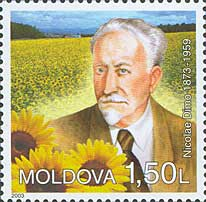
Почтовая марка, 2003 г.

- Золотая медаль имени В. В. Докучаева
- Заслуженный деятель науки и техники Молдовы (1946)